# كومانو (هيروشيما)
كومانو هي مدينة تقع في قضاء أكي في محافظة هيروشيما، اليابان. تبلغ مساحة هذه المدينة 33.62 (كم²)، ويبلغ عدد سكانها 24,757 نسمة حسب إحصاء سنة 2009 م.

## أعلام
- تسويوشي أوغاتا